# The Fame Monster
The Fame Monster és el segon àlbum de la cantautora Lady Gaga, i el primer EP. Es va llançar al mercat el dia 18 de novembre de 2009, ha venut més de 1,349,000 còpies. En principi era el rellançament del seu primer àlbum The Fame, però al final va ser un disc totalment independent. L'edició ''Deluxe'' també inclou The Fame.

## Senzills
El primer single va ser Bad Romance, que es va llançar el dia 25 d'octubre de 2009. Tot i les seves semblances amb Poker Face, aquesta cançó és molt diferent. Amb només 12 setmanes a les llistes americanes de Billboard, havia aconseguit el número 2. També a les llistes de les més descarregades a l'iTunes dels Estats Units va arribar a una bona posició. A la primavera del 2010 va arribar a ser el vídeo més visitat de Youtube amb més de 170 milions de visites, i també la primera cançó a passar dels 200 milions. Actualment aquest rècord l'ostenta Baby de Justin Bieber, que també és el vídeo amb més vots negatius de la història de Youtube.
El segon single, Telephone, va ser llençat el 26 de gener de 2010. En aquest single hi va participar la famosa cantant nord-americana Beyoncé. Inicialment, aquesta cançó l'havia d'interpretar Britney Spears a l'àlbum Circus, però Britney Spears no la va voler. Al final, quan Britney Spears va canviar d'opinió, ja era massa tard.
El 20 d'abril del 2010, Lady Gaga, va treure un nou single, Alejandro. El vídeo, va rebre crítiques negatives de l'Església catòlica i, fins i tot, de la cantant Katy Perry perquè hi surten elements molt sexuals i provocacions a la religió com el fet que hi surti Lady Gaga vestida de monja.

## Tour
La gira anomenada The Monster Ball Tour va comptar amb 63 concerts en total, 34 a Amèrica del Nord, 15 a Europa, 11 a Oceania i 3 al Japó.

## Llista de cançons
1. Bad Romance
2. Alejandro
3. Monster
4. Speechless
5. Dance In The Dark
6. Telephone (juntament amb Beyoncé)
7. So Happy I Could Die
8. Teeth

## Guardons
Premis
- 2011: Grammy al millor àlbum de pop vocal

Nominacions
- 2011: Grammy a l'àlbum de l'any